# Karl Becker (Politiker, 1896)

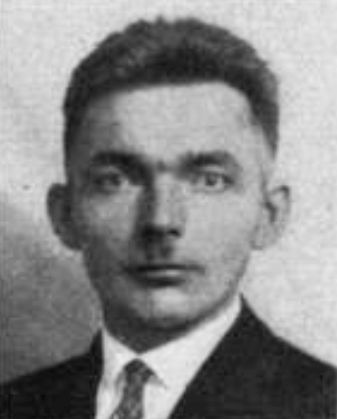
Karl Becker (um 1930)

Karl Becker (* 3. September 1896 in Gülchen, Landkreis Namslau; † 5. Dezember 1961 in Gelsenkirchen) war ein deutscher Schmied und Politiker (KPD).

## Leben
Nach dem Besuch der Volksschule absolvierte Becker von 1911 bis 1913 eine Schmiedelehre. Bis 1915 arbeitete er als Schmiedegeselle bei Handwerksmeistern auf dem Lande. Danach nahm er von 1915 bis 1918 am Ersten Weltkrieg teil.
Nach dem Krieg übernahm Becker eine Stelle als Bergwerksschmied in der Steinkohlengrube derer von Kulmiz im schlesischen Dittersbach (heute Dzietrzychów/Podgórze). Seit dem 1. April 1923 gehörte er dort dem Betriebsrat an. Seit den frühen 1920er Jahren in der Kommunistischen Partei Deutschlands (KPD) tätig, begann Becker gegen Ende des Jahrzehnts für seine Partei öffentliche Ämter wahrzunehmen. Ab 1929 gehörte er für die KPD dem Gemeinderat in Dittersbach an und von 1930 bis 1933 saß er als Abgeordneter seiner Partei für den Wahlkreis 7 (Breslau) im Berliner Reichstag.
Nach 1933 lebte Becker im Exil in der Tschechoslowakei und später in Großbritannien. Aufsehen erregte er dort 1944 mit einer politischen Broschüre, in der er meinte, dass die Deutschen die nationalsozialistische Propagandathese „Adolf Hitler ist Deutschland“ einzig dadurch widerlegen könnten, dass sie den Diktator aus eigener Kraft stürzen würden. Wenn die Macht Hitlers nicht durch die Deutschen selbst, sondern erst durch den Einmarsch der Alliierten in Deutschland gebrochen werden sollte, würde nach Beckers Argumentation die Niederlage des Nationalsozialismus einer „moralischen Niederlage“ der deutschen Nation gleichkommen. In diesem Falle hätten die Deutschen nach Beckers Auffassung jedes Recht verwirkt, zu behaupten, dass Deutschland und Hitler nicht miteinander identisch seien.
1946 kehrte er nach Deutschland zurück, wurde dort Mitglied der SPD und arbeitete in der IG Bergbau Bezirk Gelsenkirchen mit.